# Museer i Mequinenza
Museer i Mequinenza er tre museumsområder, der findes i Mequinenza (Aragon, Spanien).
De består af Museum of the Mine, Museum of the History of Mequinenza og Museum of the Prehistoric Past. Deres mål er at sprede minedrift og historiske arv i byen og især i den gamle bydel Mequinenza, der forsvandt under floden Ebro efter opførelsen af Ribarroja-reservoiret. Dens placering er i María Quintana School Group bygget i 1927

## Arkitektur
Bygningen, som huser Museum of the History of Mequinenza, har en E-formet plan med en langstrakt central krop, der løber langs den forreste facade med to sidefordringer og en anden mere fremtrædende central. Oprindeligt havde den to indgange på siderne, der adskiller drengens skolezone i stueetagen og pigernes på første sal. Bag blev der bygget en anden lille bygning, der husede skolens cafeteria og børnehaven.
Bygningen er lavet af firkantet sten med et hvælvet tag lavet af arabiske fliser og en træudhæng fremhævet i stil med de aragoniske renæssanceslotte. Dens vinduer er vinkelrette bortset fra nogle få på øverste etage, som er toppet af en sænket bue. På grund af dets udvendige udseende kommer den i kontakt med de regionalistiske arkitekturstrømme i den første tredjedel af det 20. århundrede.

## Anerkendelser
Museerne i Mequinenza har været en del af det iberiske netværk af geomining-rum siden 2017, af sammenslutningen af litterære rum Espais Escrits og siden 2020 af World Network of Water Museums of UNESCO.